# Rue Louis-Blanc (Courbevoie)
Pour les articles homonymes, voir rue Louis-Blanc.
La rue Louis-Blanc est une voie de la commune française de Courbevoie,,.

## Situation et accès

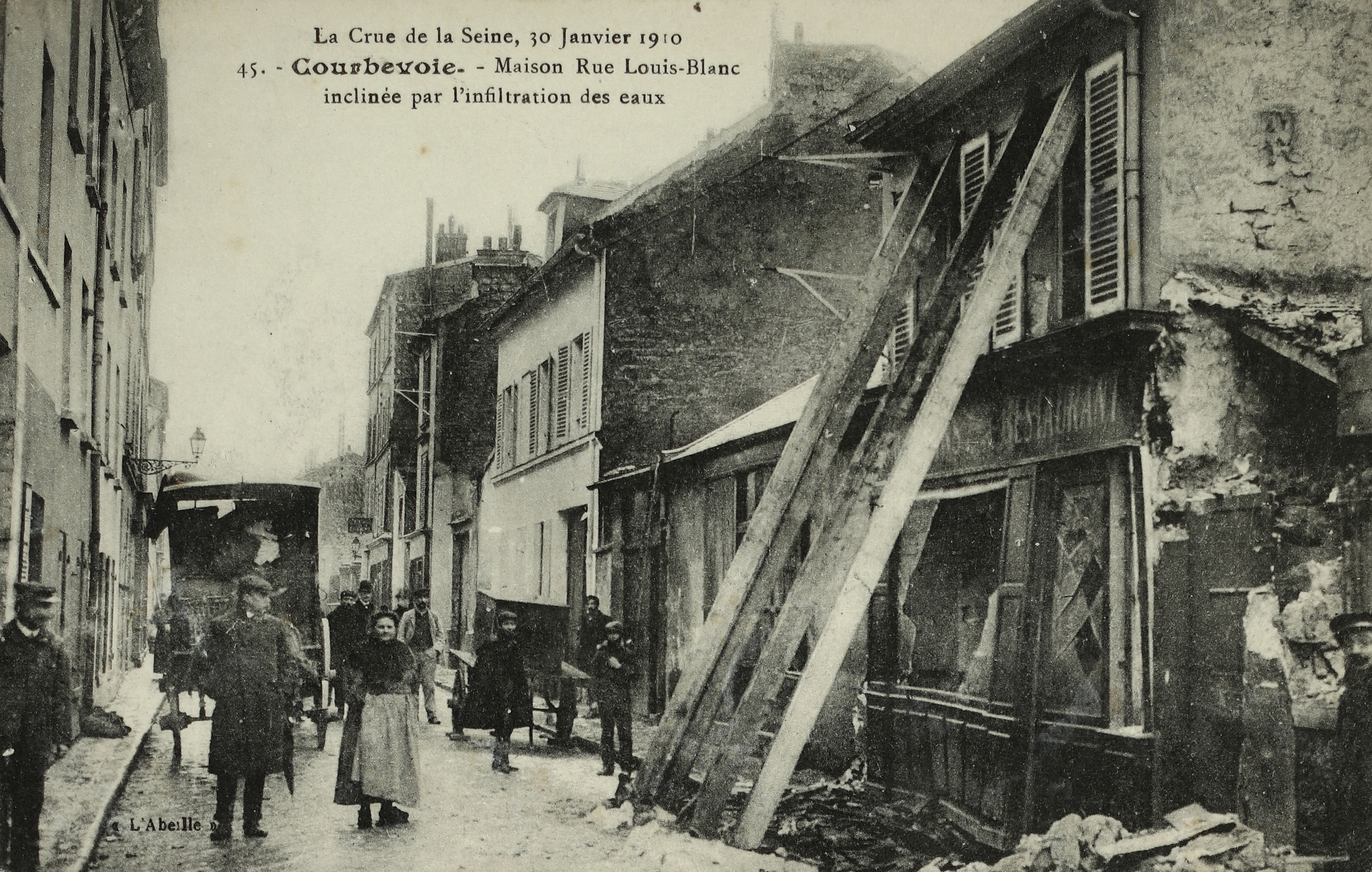
En 1910, maison rue Louis-Blanc inclinée par l'infiltration des eaux.

Son plus proche accès est la station de métro Esplanade de la Défense sur la ligne 1 du métro de Paris.

## Origine du nom
Cette rue porte le nom de l'historien et homme politique français Louis Blanc (1811-1882).

## Historique

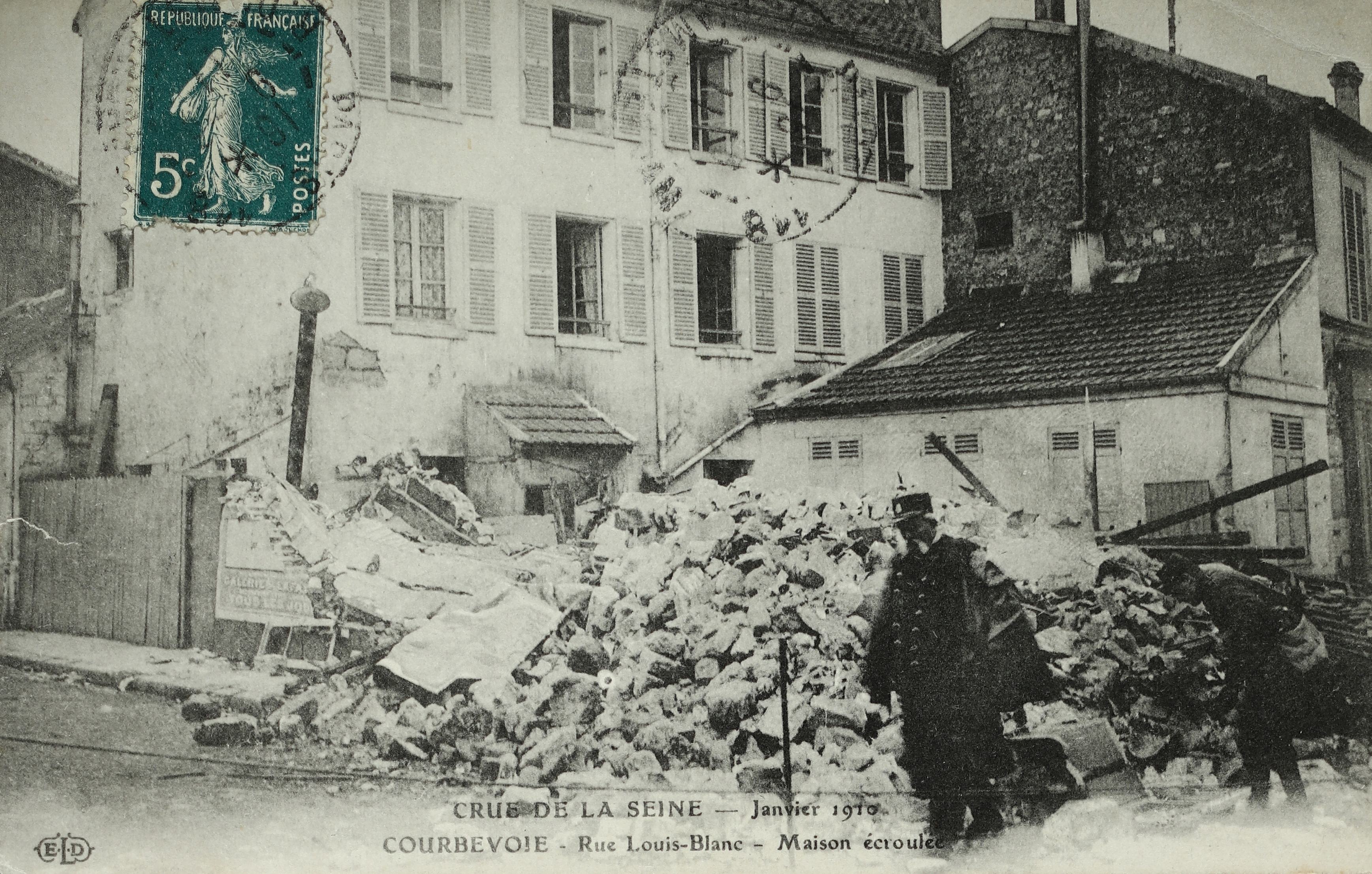
Crue de la Seine en janvier 1910 : rue Louis-Blanc, maison écroulée.

De par sa proximité avec le fleuve, cette rue est lourdement dégradée lors de la crue de la Seine de 1910.
La construction du centre d'affaires de La Défense va complètement modifier sa physionomie. Elle perd alors son extrémité sud-ouest qui rejoignait l'ancienne avenue de la Défense, aujourd'hui disparue. Mise à part cette partie, elle conservera toutefois son nom et le reste de son tracé, et est une des seules voies subsistantes de ce quartier.

## Bâtiments remarquables et lieux de mémoire
- Les Damiers.
- Tour Audran[5].
- Maison de la mécanique.
- Place des Dominos.
- Tour Alto.
- Une scène du film Cet obscur objet du désir de Luis Bunuel, y a été tournée en 1977[6].